# Sulzau (Gemeinde Neukirchen)
Sulzau  ist ein Ort im Oberpinzgau in Salzburg, und Ortschaft und Katastralgemeinde der Gemeinde Neukirchen am Großvenediger im Bezirk Zell am See.

## Geographie
Der Ort Sulzau liegt zwischen Neukirchen und Wald im Pinzgau am südlichen (rechten) Ufer der Salzach, etwa 2 Kilometer südwestlich (taleinwärts) von Neukirchen. Hier öffnet sich das Becken von Rosental als Talweitung, zwischen den von Norden in des Salzachtal stoßenden Schuttkegel des Neukirchner Dürnbachs und des Walder Trattenbachs. Die Talung nimmt von Süden Obersulzbach und Untersulzbach auf, und bildet auf etwa 2 × 2 km beiderseits der Salzach eine Schwemmebene.

Der Ort ist ein kleiner Weiler und liegt auf der leicht erhöhten Sedimentzunge zwischen Ober- und Untersulzbach, die gewissen Hochwasserschutz bietet.
Die Ortschaft (Zerstreute Häuser Sulzau) umfasst etwa 120 Gebäude mit 376 Einwohnern. Das Ortschafts- und Katastralgebiet ist, wie in den Alpen häufig, umfangreich, und erstreckt sich knapp 20 km südwärts bis an den Alpenhauptkamm. Es hat über 130 km², ist also 1⁄3 so groß wie das Bundesland Wien, und macht den Gutteil des Neukirchner Gebiets aus (166 km²). Das Gebiet umfasst sowohl Obersulzbachtal und Untersulzbachtal (zerstreute Häuser bzw. Einzellage, beide Täler nicht dauerbesiedelt), wie auch alle Ortslagen im Salzachtal südlich des Flusses. Diese sind – talauswärts – Scheffau (Ober-, Unter-Scheffau), Sulzau, Hollis (mit Gasthof Siggen) am Taleingang des Obersulzbachtals, Gasthof Schiedhof am Taleingang des Untersulzbachtals, Tratten mit Schwabreit und Polln-Tratten etwas erhöht, Einöd schon gegenüber von Neukirchen, Ascham (Ober-Ascham und Premisbauer) am Aschbach, Bärngarten, sowie Kohlhäusl, bei Schönbach (Gemeinde Bramberg am Wildkogel) an der Gemeindegrenze.
Höchster Gipfel des Katastralgebiets ist der Großvenediger (3657 m ü. A.).

Nachbartäler der Sulzbachtäler, in der Serie der Tauerntäler, sind Krimmler Achental im Westen, und Habachtal im Osten.

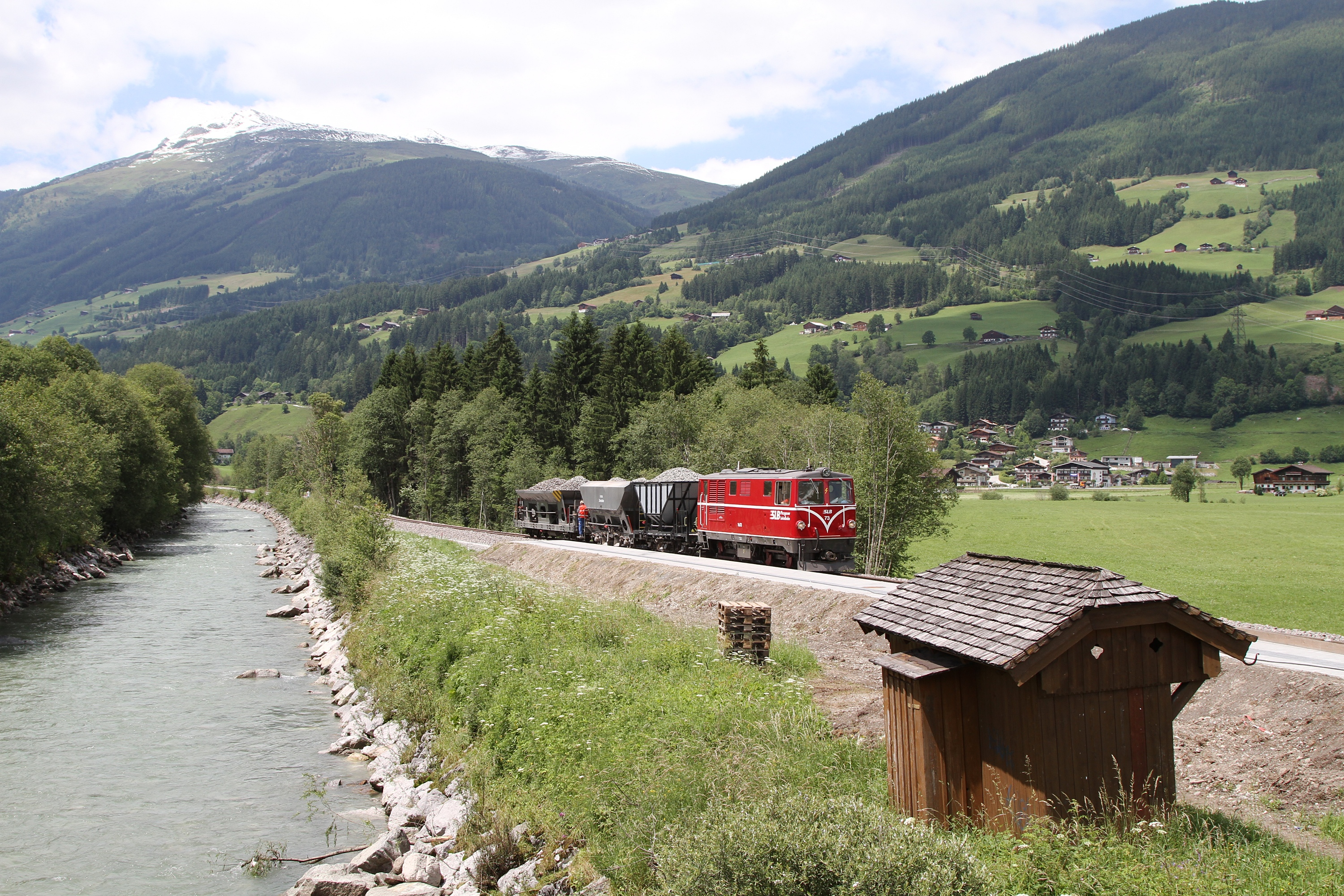
Blick bei Haltestelle Sulzbachtäler taleinwärts: Salzach, Venedigersiedlung, Roßberg, Trattenbachtal, Vorderwaldberg, darüber Steinkogel

Nachbarortschaften und -katastralgemeinden
| Wald (Gem. Wald i.P.) | Rosental (KG Rosenthal)                              | Neukirchen                                                                 |
|                       | Kompassrose, die auf Nachbargemeinden zeigt          | Habach (Gem. Bramberg a.Wk.)                                               |
|                       | Hinterbichl (KG u. Gem. Prägraten, Bez. Lienz, Tir.) | Tauer Alm (KG Matrei in Osttirol Land, Gem. Matrei i.O., Bez. Lienz, Tir.) |

## Geschichte und Verkehr

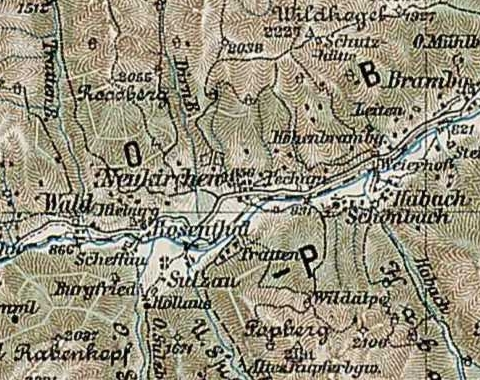
Neukirchen. Franzisco-Josephinische Landesaufnahme, Blatt 30–47 Bruneck, um 1900

Grafen von Solzowe finden sich schon 1050 erwähnt, die Veste Sulzowe wird 1292 urkundlich genannt.
Der Talboden der oberen Salzach war bis in das mittlere 19. Jahrhundert eine gefürchtete Sumpflandschaft, das beschreibt der Name Sulzau, zu Sulz, Sülze, ‚gallertartiger, mooriger Boden‘ und Aue.
Bis 1898 wurde dann die Pinzgaubahn errichtet. Bei Sulzau (andere Salzachseite) befindet sich die Haltestelle Sulzbachtäler.

## Natur und Sehenswürdigkeiten
Im Talraum Sulzaus finden sich:
- Ruine Friedburg (Veste Sultzau), oberhalb von Scheffau, 15 Meter hoher Bergfried und Ringmauern[1]
- Siggenkapelle, beim Gasthof Siggen, eine denkmalgeschützte Holzkapelle (Listeneintrag).
- Sulzbachfall, am Talausgang das Untersulzbachtals bei Gasthof Schiedhof – während sich das Obere Sulzbachtal in den Talgrund öffnet, setzt das Untere als Hochtal an, und endet in einer Steilstufe. Der Wasserfall ist ein Naturdenkmal (NDM 156)[3][4]

Weiteres siehe die Artikel Obersulzbachtal und Untersulzbachtal – diese liegen dann schon weitgehend vollständig im Nationalpark Hohe Tauern.

Der gesamte Raum Sulzau – die direkten Siedlungen ausgenommen – ist Landschaftsschutzgebiet Oberpinzgauer Nationalpark-Vorfeld, eine Pufferzonen-Verordnung zum Nationalpark (LSG 44)